# Naivna teorija skupova
Naivna teorija skupova je teorija skupova u kojoj su skupovi uvedeni koristeći tzv. samoevidentni koncept skupova kao kolekcija objekata smatranih cjelinom.
Predstavlja početnu fazu u izgradnji teorije skupova. Obuhvaća vrijeme kad je njen osnivač Georg Cantor objavio radove o teoriji skupova od 1871. godine do pojave prvih paradoksa. Pri izradi se nije služio aksiomima, ali su svi poučci koje je dobio izvedivi iz triju aksioma: ekstenzionalnosti, komprehenzije i izbora.
U toj teoriji skup je primitivan pojam koji se kao takav ne definira. Objašnjenje što je skup glasi da se smatra da zainteresirani već ima izgrađenu intuiciju o pojmu skupa, odnosno da je skup je kolekcija objekata koji zajedno čine cjelinu. Velik dio teorije skupova Cantor je izgradio na ovakvom nedefiniranom i vrlo nejasnom pojmu skupa. Kad je već teorija postala priznatom, pojavili su se paradoksi. Pojave paradoksa (koji su se pojavili Russellovim otkrićem paradoksa) i nerješivih problema u naivnoj teoriji izbjegavalo se uvođenjem teorije tipova, teorije klasa i dr. Slabe osnove pokazale su potrebu za aksiomima i Ernst Zermelo je 1908. predložio aksiomatizaciju teorije, dokazavši da se može dobro urediti svaki skup. Uvođenjem aksioma teorija se razvila te se razvila aksiomatska teorija skupova.